# Andrea Clemente
Andrea Clemente (San Nicola la Strada, 6 luglio 1942 – Breuil-Cervinia, 16 gennaio 1970) è stato un bobbista italiano.

## Biografia
Primogenito di Pasquale Clemente (guardia campestre) e Clementina Pascariello (casalinga), si arruolò nell'Aeronautica Militare come autista e con il grado di sergente.
A 25 anni partecipò ai Giochi olimpici di Grenoble 1968, nel bob a quattro insieme a Leonardo Cavallini, Gianfranco Gaspari e Giuseppe Rescigno, terminando 6º con il tempo totale di 2'18"36, poco meno di un secondo dall'altro equipaggio italiano, vincitore della medaglia d'oro. 
Nel 1969, insieme a Bruno Servadei, vinse il bronzo agli Europei di Breuil-Cervinia nel bob a due, chiudendo dietro ad Austria e Romania.
Nel gennaio 1970 partecipò ai Campionati italiani di bob sulla pista del Lago Blu di Cervinia: al termine della seconda discesa con il bob a quattro del Centro Bob Forze Armate si accasciò a terra ed entrò in coma. I medici dell'Ospedale Molinette di Torino stabilirono che Clemente si era probabilmente rotto un'arteria durante una violenta curva del percorso e aveva subito un'emorragia cerebrale; per questo fu sottoposto a un intervento chirurgico per alleviare la pressione sul cervello, ma morì pochi giorni dopo all'età di 27 anni..
A lui è intitolato lo stadio della sua città natale.

## Palmarès

### Campionati europei
- 1 medaglia:
  - 1 bronzo (Bob a due a Breuil-Cervinia 1969)